# Elizabeth Philp
Pour les articles homonymes, voir Philp.
Elizabeth Philp, née en 1827 à Falmouth et morte le 26 novembre 1885 à Londres, est une chanteuse, compositrice et pédagogue britannique.

## Biographie
Elizabeth Philp était la fille aînée du géographe James Philp. Elle était la protégée de Charlotte Cushman et a étudié l’harmonie avec le compositeur allemand Ferdinand Hiller à Cologne. Elizabeth Philp a publié le recueil How to Sing an English Ballad qui inclut 60 chansons. À Londres elle était la voisine et amie de Catherine Hogarth, qui fut l’épouse de Charles Dickens, et faisait partie d'une communauté d’écrivains et musiciens.
Elizabeth Philp est morte à Londres en 1885, à l’âge de 58 ans, d’une maladie du foie.

## Œuvres
- Sweetest eyes (18??) (OCLC 45546232) (texte : Elizabeth Barrett Browning)
- Insufficiency (18??) (OCLC 45380786) (texte : Elizabeth Barrett Browning)
- The poacher's widow (184?) (OCLC 317763860) (texte : Charles Kingsley)
- It was the time of roses: duet for soprano & contralto (185?) (OCLC 317763909)
- Lillie's good night (entre 1860 et 1869) (OCLC 1037865434)
- Perchè? (186?) (OCLC 52421010) (texte : Aleardo Aleardi - paroles en italien)
- Fate (186?) (OCLC 52421010) (texte : Bret Harte)
- Amo te, notturno a due voci (186?) (OCLC 317763935)
- O moonlight deep and tender (186?) (OCLC 317763962) (en six chansons) (texte : James Russell Lowell)
- Lord help us: Sacred song (entre 1860 et 1876) (OCLC 1037858981) (texte : Emily Bond)
- Sitting lonely, ever lonely (entre 1863 et 1876) (OCLC 1037864426)
- The birds are singing for you and me (entre 1863 et 1877) (OCLC 1037859731)
- Sleep baby sleep! (entre 1863 et 1877) (OCLC 1037863014)
- The golden past (entre 1866 et 1873) (OCLC 1037859365)
- I strike the chords (1867) (OCLC 47878982)
- The night is wild (1867) (OCLC 47878929)
- The midnight wind (1867) (OCLC 47878906) (texte : William Motherwell)
- I once had a sweet little doll (1867) (OCLC 47878950)
- River, o! O Mädchen, Mädchen (1868) (OCLC 84707674) (texte : Johann Wolfgang von Goethe - paroles en anglais et en allemand)
- River, O river (1868) (OCLC 84707674)
- Trust (1868) (OCLC 84707711) (texte : Emily Bond)
- Once there lived a youthful pair (1868) (OCLC 84707674) (texte : John Latey)
- Softly the echoes come and go: a Christmas carol (1868) (OCLC 84707714) (texte : Emily Bond)
- The baffled star (1868) (OCLC 84707732) (texte : Emily Bond)
- Twilight thoughts (1869) (OCLC 47897124) (texte : Emily Bond)
- The hidden chord (187?) (OCLC 1037440448) (texte : Charles J. Rowe)
- The wrecked hope (187?) (OCLC 317764040) (texte : W. C. Bennett)
- The song of the river, “Clear & cool” (187?) (OCLC 317764016) (texte : Charles Kingsley)
- A fisherman's story (187?) (OCLC 317764021)
- The Irish king's ride (187?) (OCLC 317764014)
- The wicket gate (1871) (OCLC 84968484)
- Bird in the sunshine (1871) (OCLC 84968481)
- Michael Bray (1871) (OCLC 498366439)
- The seaman and his boy (1872) (OCLC 84971509) (texte : Edwin Ransford)
- Come! (1872) (OCLC 84971519) (texte : Edwin Ransford)
- Dead leaves (1872) (OCLC 84971514) (texte : Edwin Ransford)
- The night closes o’er her (1872) (OCLC 79465639)
- Happy (1872) (OCLC 79465637)
- Marguerite's letter (1873) (OCLC 84971999) (texte : Austin Dobson)
- Le Soupir (1873) (OCLC 84972034)
- Cupid's song (1873) (OCLC 84970841)
- My heart is thine (1875-1878) (OCLC 46648196)
- Oh! Why not be happy! (1875) (OCLC 248072559) (texte : Victor Hugo)
- Borne away (1878) (OCLC 84697847)
- Bye & bye (1879) (OCLC 84697332) (texte : E. L. Blanchard)
- Voices of nature (188-?) (OCLC 875116762)
- The lament of Lise (1880) (OCLC 48699873)
- I wrote my love a song (1880) (OCLC 47878982) (texte : William Hayman Cummings)
- Little wanderers (1882) (OCLC 48695162)
- Alone (texte : James Russell Lowell) (1883) (OCLC 317764130)
- The owl in the ivy bush: a humorous part song (1883) (OCLC 49007644)
- At rest (1883) (OCLC 49409702) (texte : William Boosey)
- Somebody by (1884) (OCLC 49409576) (texte : E. L. Blanchard)
- The hunter's ride: duet (1884) (OCLC 49409581)
- The lily and the leaf (1884) (OCLC 49409695) (texte : W. Wilsey Martin)
- My love (1885) (OCLC 49579998)
- Passing shadows (1885) (OCLC 49813755) (texte : Clifton Bingham)
- Happy little country girls (1897) (OCLC 905656970) (texte : E. L. Blanchard)
- How to sing an English ballad (1940 [?]) (OCLC 11356911)
- Good night, beloved (texte : Henry Wadsworth Longfellow)
- Inclusion (texte : Elizabeth Barrett Browning)
- Serenade (en six chansons) (texte : James Russell Lowell)
- Tell me, the summer stars (texte : Edwin Arnold)
- The sea hath its pearls (texte : Henry Wadsworth Longfellow d’après Heinrich Heine)
- The Violets of Spring (texte : Elizabeth Philp d’après Heinrich Heine)
- When all the world is young (texte : Charles Kingsley)